# Herrens uppståndelses kyrka, Joševa
Herrens uppståndelses kyrka (serbisk kyrilliska: Црква Васкрсења Господњег; latinska: Crkva Vaskrsenja Gospodnjeg; kyrkslaviska: Це́рковь Воскресе́нїѧ Господнѧ) är en serbisk-ortodox kyrkobyggnad belägen i byn Joševa i staden Loznica, i distriktet Mačva i nordvästra Serbien.
Kyrkan är helgad åt Jesu uppståndelse och tillhör Šabacs stift.

## Bilder

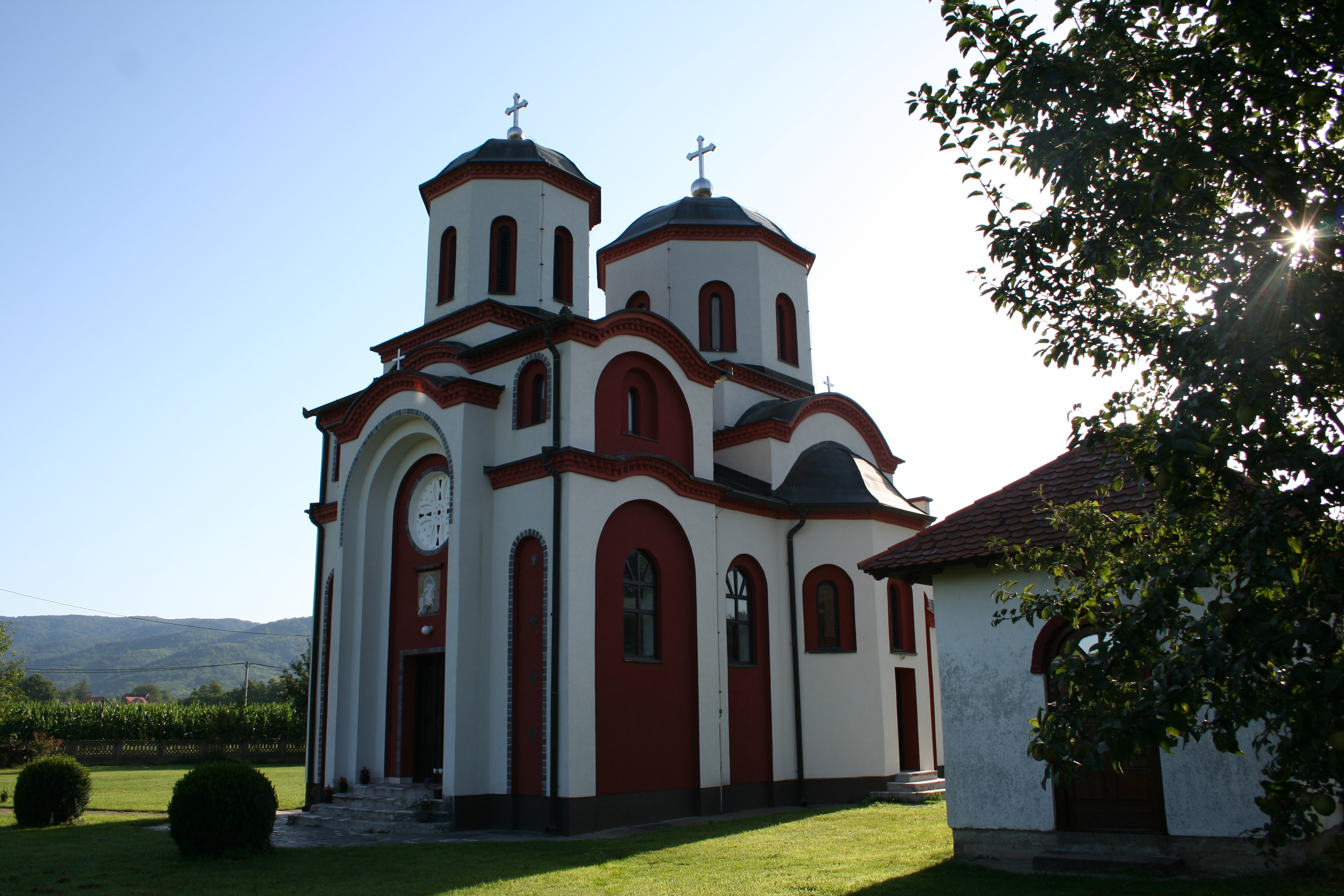
Framsidan.
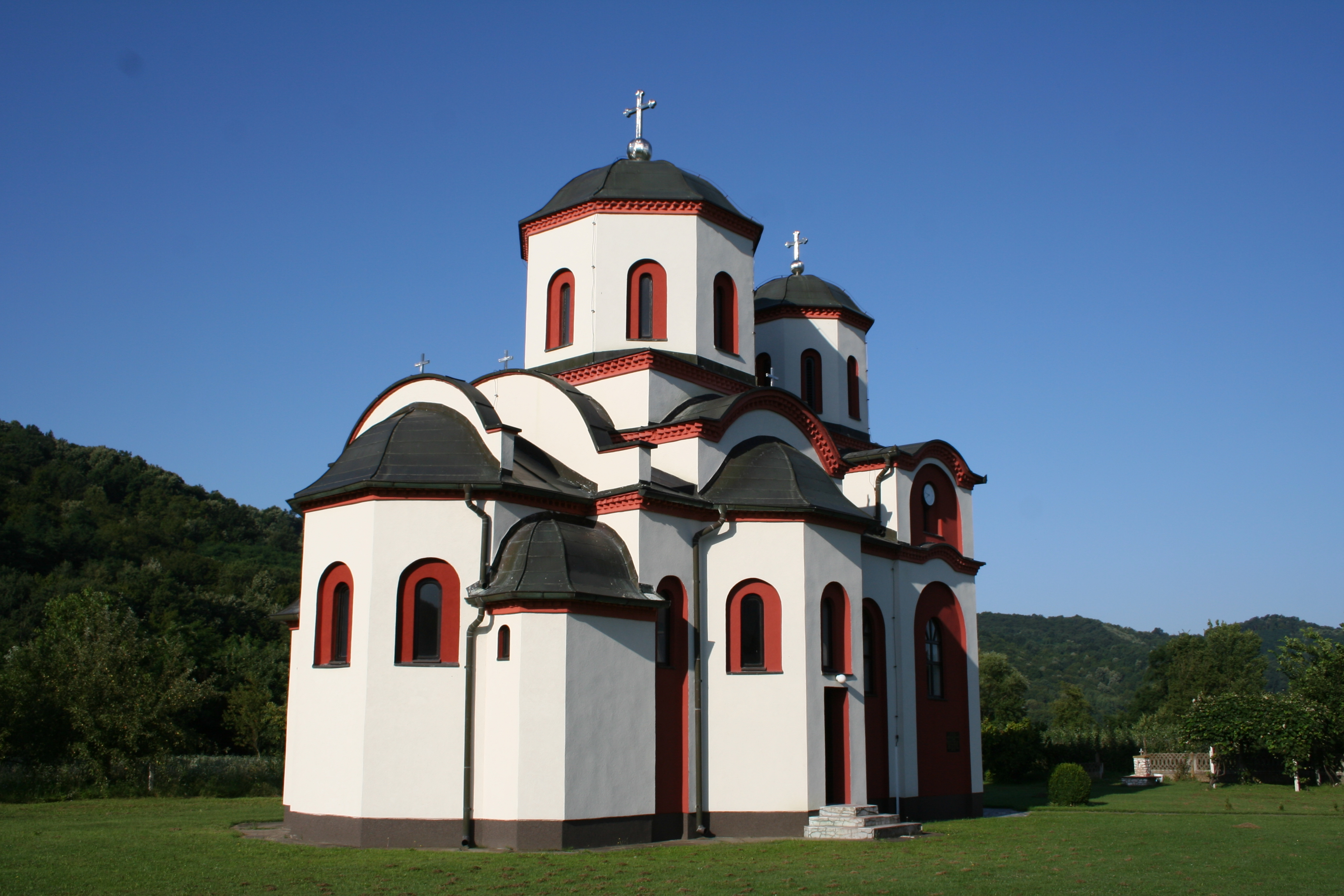
Absiden.
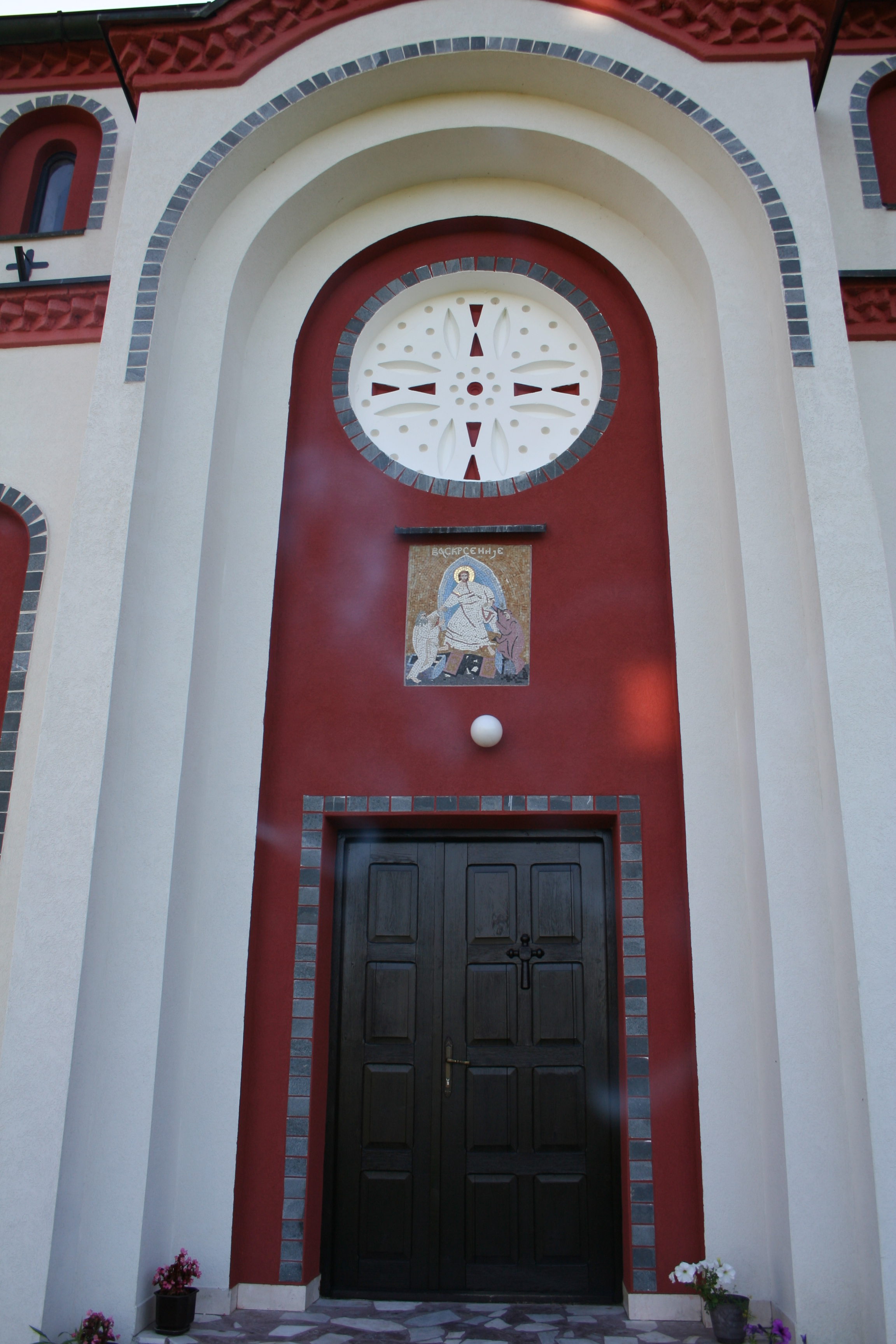
Entrén.